# Literaturjahr 1859
Liste der Literaturjahre

◄ | 1855 | 1856 | 1857 | 1858 | Literaturjahr 1859 | 1860 | 1861 | 1862 | 1863 | ► | ►►

Weitere Ereignisse
Dieser Artikel behandelt das Literaturjahr 1859.

## Ereignisse

### Prosa

#### Russland

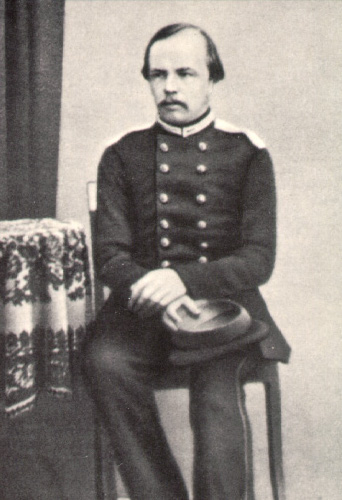
Dostojewski 1859

- März: Fjodor Michailowitsch Dostojewski verfasst in der sibirischen Verbannung den Roman Onkelchens Traum, der in der Zeitschrift Russisches Wort veröffentlicht wird. Im Lauf des Jahres wird auch der Kurzroman Das Gut Stepantschikowo und seine Bewohner veröffentlicht.

- Juli/August: Von Lew Nikolajewitsch Tolstoi erscheint der Roman Familienglück in der Zeitschrift Russki Westnik.

- Iwan Alexandrowitsch Gontscharow veröffentlicht seinen zweiten Roman Oblomow, sein bekanntestes Werk, als Feuilletonroman in der Zeitschrift Otetschestwennye Sapiski.

#### Großbritannien, Frankreich
- 30. April bis 26. November: Charles Dickens veröffentlicht in mehreren Teilen seinen Roman A Tale of Two Cities (Eine Geschichte aus zwei Städten) in der von ihm gegründeten Zeitschrift All the Year Round. Das anschließend gedruckte Buch wird mit über 200 Millionen verkauften Ausgaben das meistgedruckte original englischsprachige Buch aller Zeiten.
- Sommer: Jules Verne unternimmt mit dem Komponisten Aristide Hignard eine Reise nach Schottland. Die Eindrücke daraus verarbeitet er in dem Roman Voyage à reculons en Angleterre et en Écosse (Reise mit Hindernissen nach England und Schottland), der jedoch zu seinen Lebzeiten nicht veröffentlicht wird.

- Mary Anne Evans veröffentlicht unter dem Pseudonym George Eliot ihren ersten Roman Adam Bede.

#### Deutschland
- Wilhelm Raabe veröffentlicht die Romane Die Kinder von Finkenrode, Der Junker von Denow sowie die Novelle Wer kann es wenden?. In Buchform erscheint außerdem die Novelle Der Weg zum Lachen.
- Fritz Reuter veröffentlicht den autobiographischen Roman Olle Kamellen, erster Teil - Ut de Franzosentid, in der er seine Kindheit während der Franzosenzeit bearbeitet.

### Lyrik
- Sommer: Joseph Victor von Scheffel verfasst das Frankenlied.
- In Die Kinder von Finkenrode zitiert Wilhelm Raabe Alle meine Entlein als Kinderreim, der erste gesicherte Nachweis dieses Liedes.

### Drama
- Der französische Dramatiker Henri Meilhac verfasst das Stück Le petit-fils de Mascarille.
- Das Drama Gewitter von Alexander Ostrowski wird in Moskau uraufgeführt.

### Periodika

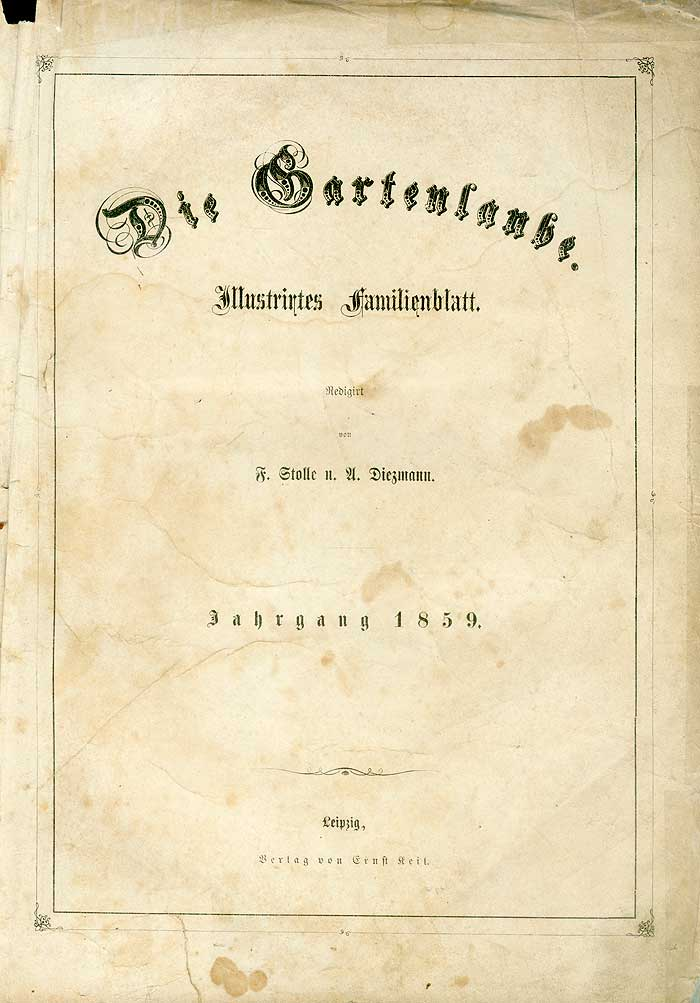
Die Gartenlaube 1859

- 29. März: In Dublin wird die überregionale Tageszeitung The Irish Times als Sprachrohr der irischen Unionisten gegründet.
- 28. Mai: Die letzte Ausgabe der Zeitschrift Household Words erscheint, nachdem es zwischen dem Herausgeber Charles Dickens und seinen Verlegern zu einem Streit gekommen ist.

- Leopold Sonnemann fügt der Frankfurter Handelszeitung einen politischen Teil hinzu und benennt das Blatt in Neue Frankfurter Zeitung um. Diese erscheint 19 mal pro Woche.
- Das Berliner Journal, eine deutschsprachige Wochenzeitung, erscheint in Berlin, Ontario, zum ersten Mal. Das Blatt enthält auch Kolumnen in Pennsylvaniadeutsch.
- Die psychiatrische Monatszeitschrift Der Irrenfreund - eine Volksschrift über Irre und Irren-Anstalten, sowie zur Pflege der geistigen Gesundheit erscheint erstmals im Verlag Heuser in Neuwied.
- Der Frankfurter Zoodirektor David Friedrich Weinland gründet die Zeitschrift Der Zoologische Garten, um das ernsthafte Interesse an der naturwissenschaftlichen Beobachtung wilder Tiere zu wecken und somit die Haltung fremder und exotischer Tierarten zu fördern. Es ist heute die älteste existierende Zeitschrift, die sich ausschließlich mit der Haltung von Tieren in Tierparks und Zoos beschäftigt. Ursprünglich bringt der Zoo Frankfurt die Zeitschrift alleine heraus, doch schon ab dem fünften Band häufen sich Berichte fremder Zoos, so dass die Zeitung in Centralorgan der zoologischen Gärten in Deutschland – Zeitschrift für die Beobachtung, Pflege und Zucht der Tiere umbenannt wird.
- Alexander Macmillan veröffentlicht die erste Ausgabe des in der Folge monatlich erscheinenden Macmillan's Magazine.

### Wissenschaftliche Literatur

#### Wirtschaft und Politik

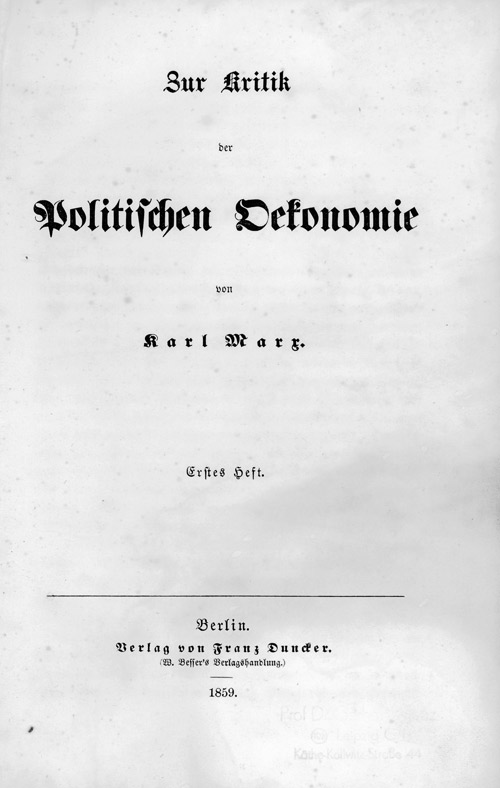
Erstausgabe, Berlin 1859

- Januar: Im Verlag von Franz Duncker in Berlin erscheint das von Karl Marx in London verfasste Werk Zur Kritik der politischen Ökonomie, einer Vorarbeit zu seinem Hauptwerk Das Kapital. Im Mittelpunkt des Textes stehen der Wert der Waren in seiner doppelten Darstellungsform von Gebrauchswert und Tauschwert, die konkrete und die abstrakte Arbeit, die Arbeitszeit als quantitatives Maß der Arbeit, das Geld, die Zirkulation, Akkumulation, Produktions- und Handelskrisen.

#### Naturwissenschaften

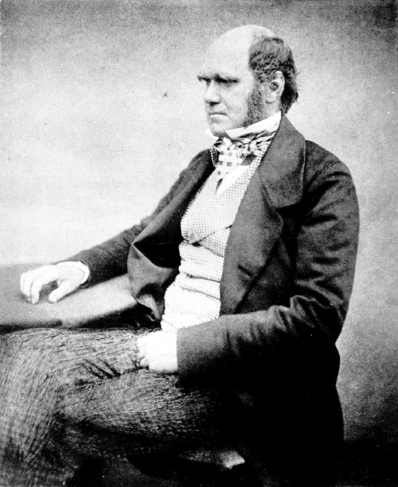
Charles Darwin um 1859

- 24. November: Charles Darwin veröffentlicht The Origin of Species, die grundlegende Arbeit im Bereich der Evolutionstheorie.
- George Engelmanns umfangreich illustriertes Werk Cactaceae of the Boundary wird veröffentlicht, das einen Überblick aller bis dahin bekannten nordamerikanischen Kakteenarten gibt.

#### Sonstige wissenschaftliche Werke
- Der schottische Physiker und Ingenieur William John Macquorn Rankine veröffentlicht Manual of the Steam Engine and Other Prime Movers.
- Auf Basis seiner Reisen durch Äthiopien veröffentlicht der Franzose Antoine Thomson d’Abbadie die Werke Catalogue raisonné des manuscrits éthiopiens und Résumé Géodésique des positions déterminées en Éthiopie.

### Sonstiges
- Oktober: Vier Jahre nach ihrer Gründung im Jahre 1855 wird die Deutsche Schillerstiftung zum 100. Geburtstag des Dichters konstituiert.
- 8. November: Im deutschsprachigen Raum und darüber hinaus wird der erste Tag des dreitägigen Schillerfestes begangen.
- November: Isabella Beeton bringt den ersten, 48 Seiten umfassenden, Teil ihres Book of Household Management heraus, eine umfassende Anleitung zur Führung eines viktorianischen Haushaltes.

Einzelszene aus Die kleinen Honigdiebe

- Wilhelm Busch veröffentlicht in den Fliegenden Blättern seine erste Bildergeschichte: Die kleinen Honigdiebe.
- Der kanadische Maler Paul Kane veröffentlicht ein Buch über seine Reiseeindrücke mit dem Titel Wanderings of an Artist among the Indians of North America from Canada to Vancouver's Island and Oregon through the Hudson’s Bay Company's Territory and Back Again, versehen mit zahlreichen Lithographien nach seinen Skizzen und Gemälden. Kane widmet das Buch, das sofort ein Erfolg ist, seinem frühen Förderer George William Allan.

## Geboren

### Erstes Halbjahr
- 6. Januar: Samuel Alexander, britischer Philosoph († 1938)
- 13. Januar: Karl Bleibtreu, deutscher Schriftsteller († 1928)

- 6. Februar: Jakob Julius David, österreichischer Journalist und Schriftsteller († 1906)
- 8. Februar: Gabriele Reuter, deutsche Schriftstellerin († 1941)

- 2. März: Scholem Alejchem, jiddischer Schriftsteller († 1916)
- 9. März: Peter Altenberg, österreichischer Schriftsteller († 1919)
- 24. März: Rudolf Jung, deutscher Historiker und Archivar († 1922)

- 8. April: Edmund Husserl, tschechischer Philosoph, Begründer der Phänomenologie († 1938)
- 9. April: Julius Hart, deutscher Dichter und Literaturkritiker des Naturalismus († 1930)
- 9. April: Henri Lavedan, französischer Schriftsteller und Journalist († 1940)

- 2. Mai: Jerome K. Jerome, englischer Autor († 1927)
- 16. Mai: Frieda Schanz, deutsche Jugendbuchautorin, Herausgeberin und Lehrerin († 1944)
- 22. Mai: Arthur Conan Doyle, britischer Arzt und Schriftsteller († 1930)
- 23. Mai: Otto Pniower, deutscher Literaturwissenschaftler († 1932)
- 8. Juni: Mary Cholmondeley, britische Schriftstellerin († 1925)

- 19. Juni: Heinrich Sohnrey, deutscher Volksschriftsteller und Publizist († 1948)
- 20. Juni: Christian von Ehrenfels, österreichischer Philosoph († 1932)
- 23. Juni: Tsubouchi Shōyō, japanischer Dramatiker, Erzähler und Übersetzer († 1935)

### Zweites Halbjahr
- 2. Juli: Otto Böckel, deutscher Bibliothekar, Volksliedforscher und antisemitischer Politiker († 1923)
- 6. Juli: Verner von Heidenstam, schwedischer Dichter († 1940)
- 17. Juli: Jakob Christoph Heer, Schweizer Schriftsteller († 1925)
- 19. Juli: Carl Ludwig Schleich, deutscher Arzt und Schriftsteller († 1922)
- 22. Juli: Maria Janitschek, österreichische Schriftstellerin († 1927)
- 28. Juli: Franz Eugen Schlachter, Schweizer Erweckungsprediger und Übersetzer der Schlachter-Bibel († 1911)

- 4. August: Knut Hamsun, norwegischer Schriftsteller († 1952)
- 28. September: Fritz Milkau, deutscher Bibliothekar und Bibliothekswissenschaftler († 1934)

- 14. Oktober: Alfred Bock, deutscher Fabrikant und Schriftsteller († 1932)
- 18. Oktober: Henri Bergson, französischer Philosoph und Nobelpreisträger († 1941)
- 20. Oktober: John Dewey, US-amerikanischer Philosoph und Pädagoge († 1952)

- 22. November: Paul Desjardins, französischer Philosoph und Philologe († 1940)
- 21. Dezember: Gustave Kahn, französischer Schriftsteller († 1936)
- 24. Dezember: Samuel Fischer, deutscher Verleger († 1934)

### Genaues Geburtsdatum unbekannt
- Sara Louisa Blomfield, anglo-irische Bahai und Autorin († 1939)

## Gestorben
- 6. Januar: Bernhard Baader, deutscher Sammler badischer Sagen (* 1790)

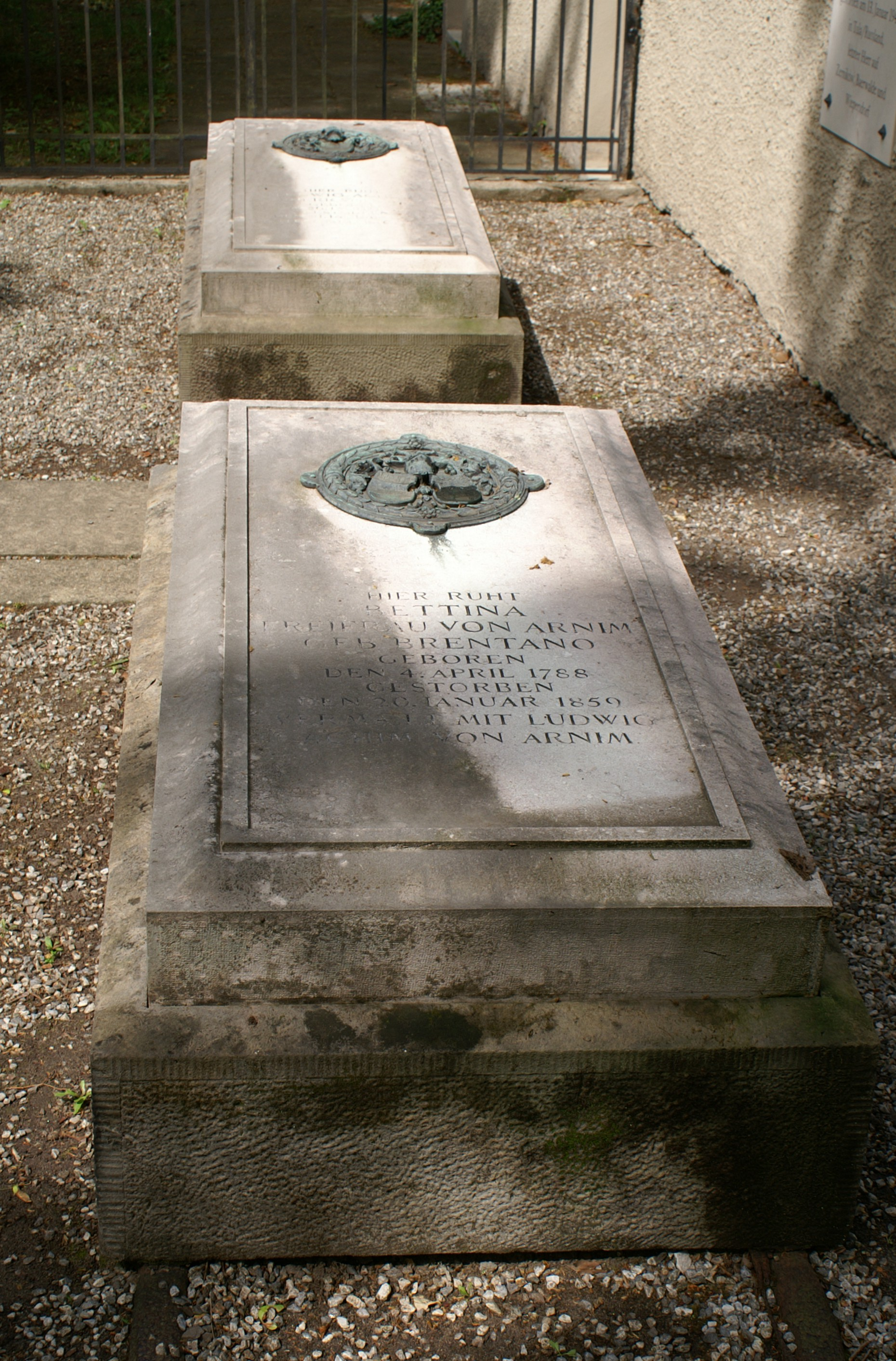
Bettina von Arnims Grab neben der Dorfkirche von Wiepersdorf

- 20. Januar: Bettina von Arnim, deutsche sozialkritische Schriftstellerin, Zeichnerin und Komponistin (* 1785)

- 16. April: Alexis de Tocqueville, französischer Publizist und Politiker (* 1805)
- 19. September: Adolf Bäuerle, österreichischer Schriftsteller, Verleger und Vertreter des Alt-Wiener Volkstheaters (* 1786)

- 4. Oktober: Karl Baedeker, deutscher Verleger (* 1801)
- 13. Oktober: Rudolf Oeser, deutscher Pfarrer und Volksschriftsteller (* 1807)
- 27. Oktober: Ernst Friedrich Apelt, deutscher Schriftsteller (* 1812)

- 28. November: Washington Irving, US-amerikanischer Schriftsteller (* 1783)
- 8. Dezember: Thomas De Quincey, britischer Schriftsteller (* 1785)
- 16. Dezember: Wilhelm Grimm, deutscher Sprachwissenschaftler und Schriftsteller (Grimms Märchen) (* 1786)